# John Wood (Kanute)
John Joseph Wood (* 7. Juni 1950 in Toronto; † 25. Januar 2013 in Oakville) war ein kanadischer Kanute und Segler.

## Erfolge
John Wood begann in den 1960er-Jahren mit dem Kanusport und nahm im Alter von 18 Jahren an den Olympischen Spielen 1968 in Mexiko-Stadt teil. Zusammen mit Scott Lee wurde er im Vorlauf des 1000-Meters-Rennens im Zweier-Canadier jedoch disqualifiziert. Vier Jahre später schieden Wood und Lee im Zweier-Canadier bei den Olympischen Spielen vom München über 1000 Meter im Halbfinale aus. Auf derselben Distanz startete Wood auch im Einer-Canadier, in dem er als Fünfter ebenfalls nicht über das Halbfinale hinaus kam.
Bei den Olympischen Spielen 1976 in Montreal trat Wood wie schon 1972 in zwei Wettkämpfen an. Diesmal qualifizierte er sich mit Gregory Smith im Zweier-Canadier über 500 Meter für den Endlauf, den die beiden nach 1:50,74 Minuten auf dem siebten Platz beendeten. In der Einzelkonkurrenz erreichte er auf der 500-Meter-Strecke nach einem vierten Platz im Vorlauf, einem ersten Platz im Hoffnungslauf und einem zweiten Platz im Halbfinale ebenfalls das Finale. Den Endlauf schloss er in 1:59,58 Minuten hinter dem siegreichen Alexander Rogow aus der Sowjetunion auf dem zweiten Platz ab und gewann vor dem Jugoslawen Matija Ljubek die Silbermedaille.
Ein Jahr darauf sicherte sich Wood bei den Weltmeisterschaften in Sofia im Zweier-Canadier mit Gregory Smith auf der 500-Meter-Distanz ebenfalls Silber. Bei den Panamerikanischen Spielen 1979 gewann Wood im Segeln eine Bronzemedaille mit dem Starboot.
Nach seiner aktiven Karriere wurde er zunächst Buchhalter, ehe er als Börsenmakler zu großem Erfolg kam. Er gründete 1986 ein Finanzunternehmen, dessen Firmenwert er in weniger als zehn Jahren auf über vier Milliarden US-Dollar steigerte. Darüber hinaus war er von 1980 bis 1988 bei Olympischen Spielen auch als Kommentator bei der Canadian Broadcasting Corporation tätig. Im Januar 2013 beging Wood, der an Depressionen litt, Suizid.